# ライン (競輪)

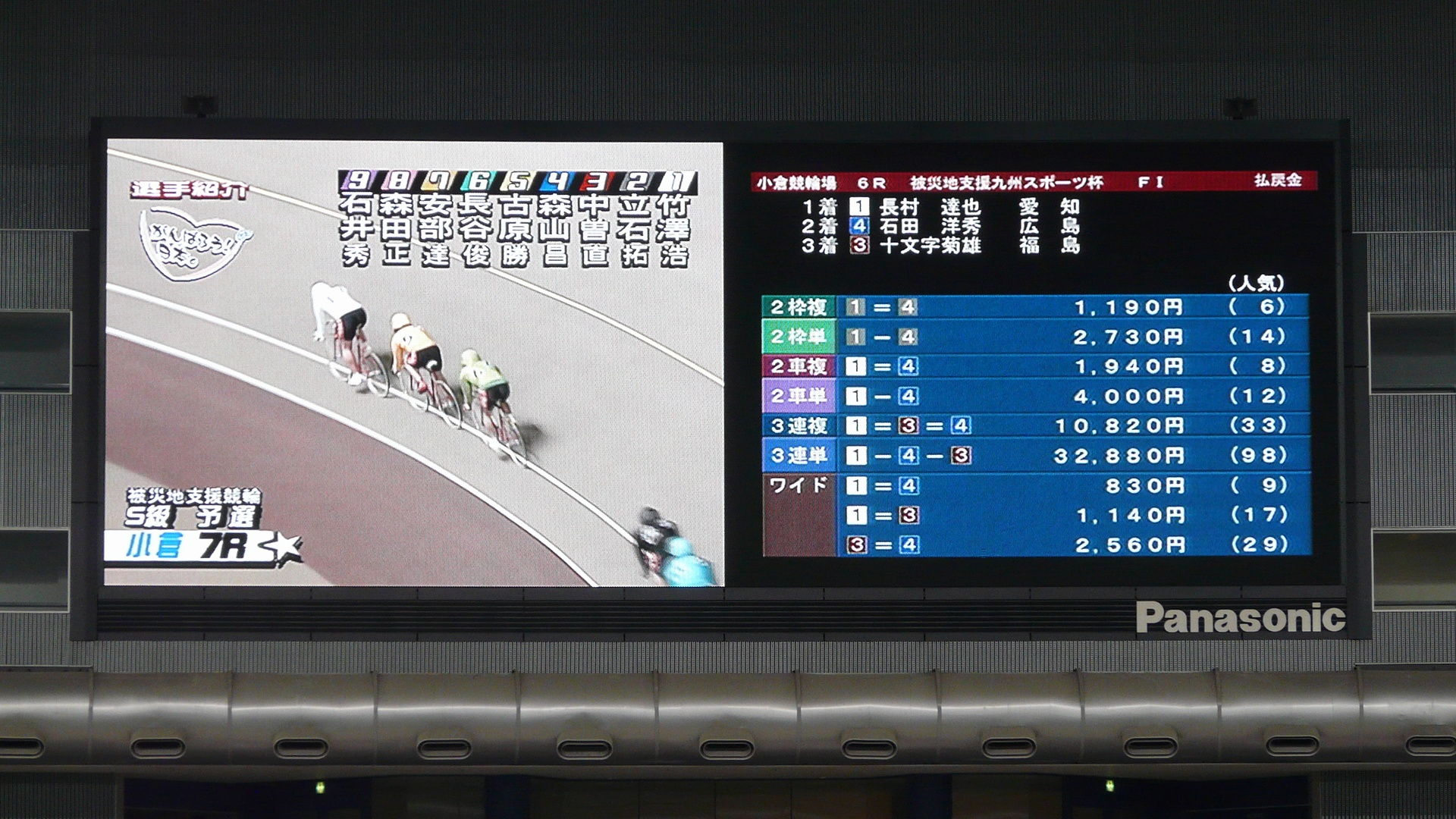
レース前の選手紹介（脚見せ・顔見せ・地乗り）

ラインは、日本で開催されている競輪の戦法の1つ。2人以上の選手が一列に並んで連携して戦う戦法。一本の線（LINE）のように見えることから、名付けられた。
日本で行われているギャンブルとしての競輪でも、ガールズケイリンをはじめとした先頭固定競走（インターナショナル）採用のレースや、250競走（PIST6）ではライン形成は禁止されており、韓国で行われる競輪にもラインはない。トラックレースにおけるケイリンもラインを組まず、須らく日本での男子の競輪のみで行われる独特の形態である。

## 概要

地区の8区分と主なライン。「青函」や「北陸」などは現在ではあまり使われない。

競輪では、空気抵抗によるエネルギーの消耗を抑えるためやスリップストリームによる加速などの理由から、血縁、同門（師匠が同じ、あるいは師弟など）、同郷、同地区（近隣都道府県。大体はこれで組む）、養成所（または旧競輪学校）同期生同士で「チーム」を組んで縦列を組み、上位入線を狙う。
オリンピックなどでの自転車競技で行われている「ケイリン」とは異なり、最大9車立ての競輪競走においては、ほぼ全ての番組編成が1〜3着までが決勝に進める準決勝を3レース組み込んだものであったため、（3人以上の）ラインが発生したとも考えられる。3人・2人・2人・2人などの「4分戦」は、俗に「細切れ戦」（コマ切れ戦）とも呼ばれる。
競輪が始まってから暫くの間はラインという概念はなく、逆に今とは異なり、選手間で話し合って作戦を立てる行為は八百長と誤解される恐れがあったため禁止されていた。そのため、当時は強い先行選手の後ろに力のある追い込み選手がつく、というケースが多かった。しかし、1983年のKPK制度導入や、1988年に累積事故点の罰則があっせん停止を含むものになるなど強化されるといった経緯によって、次第にラインを組んだり作戦を立てることが容認されるようになり、現在のような地区別のライン形成が定着したとされている。ただ、現在でも、組まれたラインの中では「先行選手の後ろは、先輩・後輩（兄弟子・弟弟子）ないし同県同士は関係なく、強い・実績のある選手が先にその後ろを主張する」ことがセオリーとなっている。
ラインを組む目的としては、最高時速70キロにも上るスピードを出すレース中では、若いころより体力・パワーの衰えたベテラン選手は特に風の抵抗（風圧）をまともに受けるとスタミナを早く消耗して若手選手より圧倒的に不利となるため、体力・パワーがある先行選手（通常は若手選手）に前を走ってもらうことで「風除け」になってもらい最後まで自身の体力を温存、その代わりに後方から捲り・追込する選手を妨害する役目を負うという、「ギブ・アンド・テイク」が大きい。
ただ、KEIRINグランプリなど単発のレースや決勝戦など勝ち上がりのレースによっては、同地区に選手がおらず地区同士でラインが組めないケースもよくある。その場合は、大まかに東日本・西日本単位で組んだり、ラインが組めなかった追込選手が同じようにラインが組めなかった先行選手（いずれも俗に「単騎」とも呼ばれる）の後ろ（二番手。俗に「番手」と言う）を主張することで「即席ライン」が生まれることもある。稀なケースでは、ラインが組めなかった養成所（または旧競輪学校）同期生同士が組む場合や、地区が異なるナショナルチームの練習仲間がラインを組む場合もある。ほかにも、特に先行選手の場合は敢えてラインを組まず単独で自力を駆使して戦ったり、追込選手の場合は他のラインの最後方に追随するか番手に割り込むこともある。
先行選手 - 追込選手 - 追込選手 の並びが基本だが、特に勝ち上がりレースでは先行選手が2人並んで「2段駆け」するケース（後述の2022年の競輪祭決勝戦や2024年の高松宮記念杯決勝戦など）や、逆にビッグレースの一次予選などで上位先行選手 - 追込選手 - 下位先行選手という並び、ラインを組んだものの先行選手がいない場合に止むを得ず追込選手の誰かが先頭を走る例も時折見受けられる。
競輪をよく知らない人の中には、「後ろの方が風除けがあって圧倒的に有利だ」と意見する人がいるが、追込選手はマークする先行選手がレースで主導権を握ってくれないと手の打ちようがないし、逆に先行選手は風圧をもろに受けるものの自分自身でレースを組み立てることが可能であり落車に巻き込まれる恐れも少ないことから、多くの競輪選手はできれば先行で戦いたい、と考えているとされる。実際に全盛期より勢いの衰えたベテラン選手の中にも先行主体で戦っている人もいるように、どちらかと言うと、先行が有利、という見方がほとんどである。
若いころに先行して貢献して地区を盛り上げてきた先輩を称え、次の世代の若手がその先輩を引っ張って先行する、という慣わし・考え方も尊重されて残っているが、2022年の競輪祭決勝戦や2024年の高松宮記念杯決勝戦のような例も見られている。選手の事前コメントでは、かつては先行選手によっては「今日はお世話になった（番手、マークの）●●選手のために目一杯先行します!」などとコメントするようなケースも見受けられたが、現在ではしないよう指導されていることもあり、そのようなコメントは見かけなくなった。
最終レース終了後、翌日のレース番組（振り分け）発表がなされると、各選手はその場でコメント発表（自力・自在選手は戦法を、追込選手はどの自力選手の何番手に付くかなど）をする慣わしとなっている（専門サイトに「並び」を載せたり、新聞記者が予想を書く必要があるため）。各レースの前（基本的に前レースの終了直後）に行われる選手紹介（脚見せ/顔見せ/地乗り）では、各選手が実際にラインを組んで（あるいは単騎で）周回することになっており、その段階でもラインの並びを確認することができる。極めて稀だが、選手がレース当日にコメントを変更する（前日に伝えていた並びとは異なる並びとする）こともあり、その場合はレース予想（車券作戦）やオッズにも影響を与えかねないため選手が自ら選手管理に申告し、レース実況アナウンサーもその旨を場内のファンないしテレビ中継の視聴者などに告知し注意喚起を行っている。
遅くとも2020年には7車立てのレースも増えてスピード化が加速し、3番手の位置を敬遠するなど、ライン戦の状況に変化が見られて来ている。
一方で、単発の企画レースであるKEIRIN EVOLUTION（2020年以降は休止中）や、250競走「PIST6」、2025年より開始したKEIRIN ADVANCE、男子選手による新人戦「競輪ルーキーシリーズ」、女子選手によるガールズケイリンでは、自転車競技（トラックレース）のケイリンに準拠したルールとなっているため、あからさまにラインを組むことや後方から追い込んできた選手を妨害（ブロック）することは反則行為として失格となることがある（ただし、作戦として個人的にマークする選手を決めてその後ろに付くことについては問題ない）。
ちなみに、ガールズケイリンでは翌日のレース番組発表後に各自コメントを発表しているが、あからさまに話すと手の内を明かすことになるので「自力」「前々」「取れた位置から」「流れを見て」などあまり予想の参考にはならない簡素なコメントが多いことから、KEIRIN ADVANCEでは当初レース前コメントの発表は行わないとされたが、実際はガールズケイリンと同じように簡素なコメントは発表されている。

## 地区
一世を風靡し、ファンなどから特別な名称がつけられたラインとして有名なのは、1980年代に関東・南関東の選手で組まれた「フラワーライン」がある。当時無敵の強さを誇った中野浩一・井上茂徳らの九州勢に対抗するため、東京の山口国男（ホームバンクは千葉県の松戸競輪場）の発案で、国男の弟である山口健治のほか尾崎雅彦・清嶋彰一、千葉の吉井秀仁・滝澤正光らが参加して共闘団結を組んだものである。
平成に入ってからでは、1996年のアトランタオリンピックの自転車競技に出場した神山雄一郎・十文字貴信の「アトランタライン」が知られる。当時、競輪界最強のレーサーだった神山雄一郎が競輪の戦法として最も有利な「番手捲り」を十文字貴信の後ろから放ち、ビッグレースを総なめにしたものである。当時の十文字貴信のダッシュ力は凄まじく、どんなに他の選手ががんばっても、先行して残り半周になるまでは主導権を獲ることができたのに加え、捲ってきた選手に合わせて神山が発進すれば他の選手は手の打ちようがなかった。同年末に行われたKEIRINグランプリでも、レース前はこの「アトランタライン」が圧倒的な人気を集めたほどであった。
平成の後期、2000年代から2010年代にかけては、武田豊樹と平原康多の通称「関東ゴールデンコンビ」が誕生。両者ともに強力な自力を持ち合わせて臨機応変で前後の並びを変えるラインで、お互いが複数のGIタイトルを獲得した。
選手数が最も少ない四国地区の選手が、同じく選手数が少ない中国地区の選手と組む「中四国ライン」は、日常的に見られている。また、共に選手層はそれなりに厚いが過去の経緯から中部地区・近畿地区による「中近ライン」も時折見られるが、普段は味方ではないため慎重にセンシティブな対応をとる選手もいる。
KEIRIN EVOLUTIONと同じく単発の企画レースとして行われていた「S級ブロックセブン」（記念競輪（GIII）最終日の6レースないし9レースで実施。2020年6月以降は新型コロナウイルス感染症対策の影響で休止）では、北日本、関東、南関東、中部、近畿、中国・四国、九州をそれぞれ1ブロックとし、各ブロックから選抜された1名ずつの7名が出走する。ルールは通常の競輪（オリジナル）に則って行われるためラインが組まれるが、基本的に「北日本、関東、南関東」（3名）の東日本ライン、「中部、近畿」（2名）の中近ライン、「中国・四国、九州」（2名）の西日本ライン、の3つのラインに分かれる傾向が見られていた。
国際競輪（短期登録選手制度）による外国人選手は静岡・伊豆にある競輪学校を練習拠点にしており、それゆえ選手控室の居場所も南関東勢の隣に位置される傾向にある。ただし、かつては外国人選手と南関東の追込選手のライン連係も多かったが、番組マンの配慮に反してダッシュに離れてしまう恐れなどを考え、2010年代後半ではそうでない場合も出てきている。

### より細分化されたライン

関東地区のライン。同一地区内でも組み合わせによってさらに細分化される。

ラインは、東西日本といった大きな枠組みから、隣接地域、同地区、隣県、同県、同じ競輪場と優先順位が上がっていく。
基本的に、まずは同地区でラインを組もうとする（勝ち上がり戦の場合は番組作成からラインを組みやすいように同地区の先行・追込・追込の選手を用意するなど）。これにより組めない選手が出ている場合は、その選手は他の出来上がったラインと合同するか、単騎戦を選択することになる。
あまりにも同地区のメンバーが多くなった（4車以上）場合は、そのまま一本のラインでレースを行うか、数個のラインに分割するかを選手の話し合いのもとで決める。同地区同士で別線が出来上がると、関係性の深い隣県同士でラインが組まれ、「上越（群馬と新潟）ラインで」、「西九州（佐賀と長崎）で」のようなコメントが見られる。
関東地区を例に挙げると、新潟と群馬の「上越ライン（新潟支部の長野と山梨を加え、上甲信越勢）」、栃木と茨城の「栃茨/茨栃ライン（とちいば/いばとち、どちらを主題にするかで順序は変わる）」、埼玉と東京の「埼京ライン」という隣県ラインに分けられる。当該県は隣県同士で関係が深い。例えば、かつて新潟の選手は冬季移動先として群馬を拠点にしており、多くの選手が練習を共にしていた。室内練習環境が発達した現代においては冬季移動をしない選手も多いが、両県の選手はその文化が希薄になった今も上越ラインを優先している。この関係性を優先するため、関東5車、うち自力2車のような状況でも、4対1といった歪なライン構成が出来上がってしまう場合もある。
これらのラインの概念は時代と人によって様々である。例えば、南九州は「久留米・熊本」とする場合や、競技会のエリアである「熊本・別府（大分）」、さらには鹿児島支部まで含める場合もあり、いずれの使用例も見られる。

### 珍しいライン
2024年8月27日に行われた小田原記念（GIII）「北条早雲杯」決勝戦では、地元神奈川勢が6人（新村穣、北井佑季、松井宏佑、郡司浩平、和田真久留、松坂洋平）勝ち上がったが、そこにさらに千葉の鈴木裕も加わり、南関東ライン7車という珍しいラインが形成された。ラインの4番手以下では1着となる可能性が低くなるため、通常は2手以上のラインに分かれる（別線勝負）のが基本だが、このレースでは同県同士ということもあったものの神奈川6人が結束し、そこに千葉の鈴木も加わったため異例の『7車ライン』となった。他に決勝戦に勝ち上がったのは脇本雄太＜福井＞と阿部拓真＜宮城＞の二人であったが、地区は異なるも阿部が脇本の番手を選択したことで、こちらも近畿 - 北日本の即席ラインが形成された。レースは、南関東ラインが『3段ロケット』を発射したことで、郡司浩平が前年度に続いて小田原記念を優勝した。
- ちなみに、同年2月25日に行われた奈良記念（GIII）「春日賞争覇戦」決勝戦では、小田原記念と同じように地元・近畿勢が7人（三谷竜生、三谷将太＜いずれも奈良＞、古性優作、南修二＜いずれも大阪＞、松岡健介＜兵庫＞、脇本雄太＜福井＞、東口善朋＜和歌山＞）勝ち上がり、そこに菅田壱道＜宮城＞、守澤太志＜秋田＞の北日本2名が加わり争われたが、前日の開催終了後の脇本の提案により、近畿勢は敢えて結束せず、三谷兄弟による地元ライン、古性・南の大阪コンビに兵庫の松岡が続く阪神ライン、脇本・東口の別線近畿ラインとで3分戦で戦った[26]。レースは地元の三谷竜生が1着となり大会連覇、前年度に続く優勝となった[30]。